# Cyperales
Cyperales е разред покритосеменни растения, използван в някои класификационни системи. В системата Корнкуист той включва 2 семейства:
- Cyperaceae – Острицови
- Poaceae – Житни

В системата APG II те са включени в разред Poales.